# Edda Moser

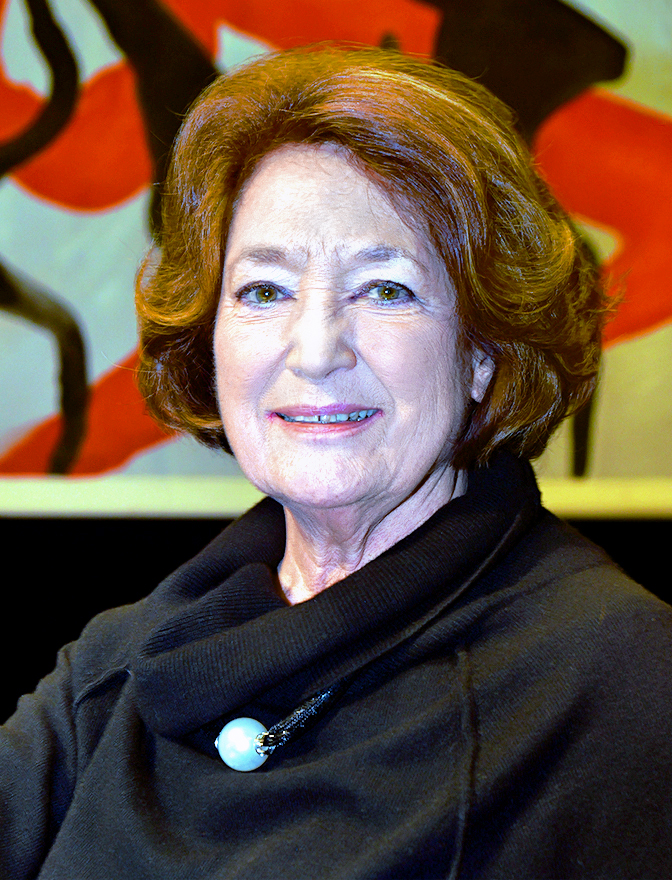
Edda Moser 2016

Edda Moser (* 27. Oktober 1938 in Berlin) ist eine deutsche Opernsängerin (Sopran) und Hochschullehrerin.

## Leben
Edda Moser ist die Tochter des Musikwissenschaftlers Hans Joachim Moser und seiner zweiten Ehefrau Dorothea geb. Duffing. Der Cellist Kai Moser ist ihr Bruder, dessen Kinder, der Cellist Johannes Moser (* 1979) und der Pianist Benjamin Moser (* 1981), sind ihre Neffen.
Sie studierte in West-Berlin Gesang am Berliner Konservatorium bei Hermann Weissenborn und Gerty König. Von 1962 bis 1963 war sie am Würzburger Stadttheater engagiert, danach in Hagen und Bielefeld. 1968 sang sie in Salzburg unter Herbert von Karajan die Wellgunde in Wagners Der Ring des Nibelungen. Bevor sie zur Wiener Staatsoper wechselte, gehörte sie von 1968 bis 1971 zum Ensemble der Oper Frankfurt.
Herbert von Karajan brachte sie an die Metropolitan Opera New York, wo sie einen spektakulären Einstand als Königin der Nacht feierte. Ihr Debüt war in Wagners Rheingold. An der Metropolitan Opera sang sie danach unter anderem in Neuproduktionen von Die Entführung aus dem Serail, Händels Rinaldo und als Donna Anna in Don Giovanni.  1979 erschien eine Filmversion von Don Giovanni.
Als Höhepunkt ihrer Karriere sieht Edda Moser ihre Münchner Aufnahme der Zauberflöte mit der Rachearie der Königin der Nacht unter dem Dirigat von Wolfgang Sawallisch. Die Aufnahme entstand im August 1972 bei  Electrola.
In einem Interview mit Fono-Forum zu ihrem 75. Geburtstag beschreibt sie die Vorgeschichte der Aufnahme:

„An die Entstehung dieser legendären ‚Zauberflöte‘ erinnere ich mich noch sehr gut, die war wie ein Wunder. Mit Kurt Moll, Theo Adam, Walter Berry und Peter Schreier hatten wir damals ein komplett deutschsprachiges Ensemble, das alleine war schon außergewöhnlich. Mich hatte man als Königin der Nacht für diese Aufnahme engagiert. Ich kam dann nach München, da sagte mir der Produzent Helmut Storjohann: ‚Es gibt da ein kleines Problem: Frau Sawallisch möchte Sie nicht als Königin haben.‘ Worauf ich fragte, was Frau Sawallisch mit der Aufnahme zu tun hätte? Daraufhin hat der von mir verehrte Helmut Storjohann gesagt: ‚Wenn die Edda die Königin der Nacht nicht singt, fällt die ganze Produktion aus!‘ Sawallisch hat dann in den sauren Apfel gebissen und fragte mich bei der ersten Sitzung etwas kühl, ob ich mit der ersten oder zweiten Arie anfangen möchte. Ich sagte, ich nehme gerne die zweite. Und in dieser Wut, die ich hatte, weil man mich nicht wollte, habe ich den ganzen Zorn in die Arie gelegt und in einem Take durchgesungen. Und diese Aufnahme ist jetzt auf der Platte und schwebt irgendwo über den Sternen.“

Sie schildert in einem Gespräch mit Holger Wemhoff, wie sie darüber informiert wurde, dass ausgerechnet aus dieser Aufnahme die Arie der Königin der Nacht ausgewählt wurde, damit sie auf der Voyager Golden Record an Bord der Raumsonden Voyager 1 und Voyager 2 das Sonnensystem verlassen konnte. Ein letztes Mal sang sie diese Arie an der Pariser Oper unter dem Dirigenten Karl Böhm.
In der Spielzeit 1984/85 sang sie an der Oper Bonn die Vitellia in La clemenza di Tito unter der musikalischen Leitung von Yehudi Menuhin. In der Spielzeit 1985/86 gab sie am Badischen Staatstheater Karlsruhe ihr Rollendebüt als Marschallin in Der Rosenkavalier. In der Spielzeit 1993/94 sang Edda Moser die Küsterin in Leoš Janáčeks Oper Jenůfa an der Oper Bonn. Edda Moser beendete ihre Sängerkarriere am 2. Februar 1994 mit der „Salome“ in Wien. Das Ende ihrer Sängerkarriere empfand sie als „Tod“, doch sie wollte als Sängerin in guter Erinnerung bleiben und veränderte ihr Leben. Sie galt als Sängerin, die besonders gut Mozart-Opern singen konnte, sie hätte jedoch auch gern von Richard Wagner die Brünnhilde und die Isolde gesungen. Dass dies nicht möglich wurde, bedauert sie sehr.
Seit den 1980er Jahren leitet sie Meisterklassen an verschiedenen Instituten und Konservatorien (Europäische Akademie für Musik und Darstellende Kunst), Junge Münchner Philharmonie, Mozarteum Salzburg und hatte eine Professur an der Hochschule für Musik Köln inne.
Darüber hinaus fühlt sich Edda Moser in besonderer Weise der Pflege und dem Erhalt der deutschen Sprache verpflichtet. Sie ist Initiatorin und künstlerische Leiterin des 2006 gegründeten „Festspiels der deutschen Sprache“, das auf Empfehlung von Hans-Dietrich Genscher seit 2007 jeweils im September im historischen Goethe-Theater Bad Lauchstädt stattfindet. Zu ihren guten Bekannten gehörte Helmut Kohl. Des Weiteren engagiert sie sich gegen Antisemitismus.
Im März 2011 erschien ihre Autobiografie, geschrieben zusammen mit Thomas Voigt, unter dem Titel „Ersungenes Glück“.
Im Jahr 2020 wirkte sie in Rosa von Praunheims Film Operndiven, Operntunten mit, der erstmals auf Arte ausgestrahlt wurde.
Sie war 18 Jahre bis Ende der 80er Jahre verheiratet mit dem ungarischen Musikwissenschaftler und Pressesprecher von Karajans Peter Csobadi (1913–2013), von dem sie sich scheiden ließ.
Edda Moser lebt in Rheinbreitbach südlich von Bonn.

## Auszeichnungen
- 1976: Bundesverdienstkreuz am Bande
- 2005: Ehrenmitglied im Verein Deutsche Sprache[13]
- 2006: Sprachwahrer des Jahres der Deutschen Sprachwelt[14]
- 2014: Verdienstorden des Landes Sachsen-Anhalt[15]
- 2019: Verdienstorden der Bundesrepublik Deutschland

## Repertoire (Auswahl)
- Johann Sebastian Bach
  - Magnificat (BWV 243) (Sopran-Part)

- Ludwig van Beethoven
  - Leonore (Version von 1805) (Leonore)
  - Missa solemnis (Sopran-Part)
  - 9. Sinfonie (Sopran-Part)

- Boris Blacher
  - Romeo und Julia (Julia)

- Eugen d’Albert
  - Die Abreise (Luise)

- Gaetano Donizetti
  - Lucia di Lammermoor (Lucia)

- Christoph Willibald Gluck
  - Orfeo ed Euridice (Amor)

- Charles Gounod
  - Faust/Margarethe (Margarete)

- Georg Friedrich Händel
  - Rinaldo (Armida)
  - Der Messias (Sopran II)
  - Brockes-Passion (Sopran-Part)

- Hans Werner Henze
  - Das Floß der Medusa

- Arthur Honegger
  - Judith (die Klagende)

- Leoš Janáček
  - Jenufa (Küsterin)

- Franz Lehár
  - Die lustige Witwe (Hanna Glawari)
  - Giuditta (Giuditta)

- Ruggero Leoncavallo
  - Pagliacci (Nedda)

- Siegfried Matthus
  - Omphale (Omphale, Königin von Lydien)

- Wolfgang Amadeus Mozart
  - Apollo et Hyacinthus (Hyacinthus)
  - Der Schauspieldirektor (Mademoiselle Silberklang)
  - Don Giovanni (Donna Anna)
  - Die Entführung aus dem Serail (Konstanze)
  - Die Zauberflöte (Königin der Nacht)
  - Die Zauberflöte (Erste Dame)
  - Idomeneo (Elettra)
  - Krönungsmesse (Sopran-Part)
  - Vesperae solennes de Confessore (Sopran-Part)
  - Exsultate, jubilate

- Jacques Offenbach
  - Hoffmanns Erzählungen (Olympia/Antonia/Giulietta/Stella)

- Carl Orff
  - Prometheus (Chorführerin I)

- Giacomo Puccini
  - Turandot (Liu)

- Jean-Philippe Rameau
  - Hippolyte et Aricie (Prêtresse, Chasseresse)

- Franz Schubert
  - Die Verschworenen (Gräfin Ludmilla)

- Robert Schumann
  - Genoveva (Genoveva)
  - Das Paradies und die Peri (Peri)

- Oscar Straus
  - Ein Walzertraum (Franzi Steingruber)

- Richard Strauss
  - Ariadne auf Naxos (Ariadne)
  - Elektra (Elektra)
  - Salome (Salome)
  - Vier letzte Lieder (Sopran)

- Franz von Suppè
  - Boccaccio (Beatrice)

- Giuseppe Verdi
  - Don Carlos (Elisabetta)
  - La traviata (Violetta)
  - Rigoletto (Gilda)

- Richard Wagner
  - Das Rheingold (Wellgunde)
  - Der fliegende Holländer (Senta)
  - Die Walküre (Sieglinde)

- Carl Maria von Weber
  - Abu Hassan (Fatime)